# Верхнеторговая площадь
Верхнеторго́вая пло́щадь — историческая и наиболее крупная городская площадь Уфы, расположенная в Новой Уфе, в квартале улиц Ленина, Пушкина, Карла Маркса и Коммунистической. Памятник градостроительства первой половины XIX века. 
С 1819 переняла торговую функцию от Троицкой площади. До Октябрьской революции выполняла главную торговую и административную функции в городе, являясь также главным торговым центром Уфимской губернии. 

## Название
Названа по аналогии с Нижнеторговой площадью в Старой Уфе, находившейся у подножия Троицкого холма, на правом берегу реки Белой, которая, после половодья и подмыва берега, перенесена к Троицкой площади, на противоположную сторону Уфимского кремля — у Михайловской башни.

## История
По утверждённому в 1819 новому генеральному плану города Уфы, шотландский архитектор на российской службе В. Гесте вывел Большую Казанскую улицу (ныне — Октябрьской революции) к новому торговому центру города в Новой Уфе — Верхнеторговой площади, на которой уже были торговые ряды, соединив её тем самым с Троицкой площадью, от которой она перенимала торговую функцию, в Старой Уфе. Административный центр же перенесён на Соборную площадь, с которой Верхнеторговая, в свою очередь, соединялась Соборной улицей (ныне — Театральная), являвшейся градообразующей осью.
В центре площади запроектирован Гостиный двор, на месте существовавших торговых рядов, а в северной и южной части — бульвары. У северо-восточного угла площади запроектирована административная часть города.
Площадь начала застраиваться с 1820-х. В 1825 начато строительство Гостиного двора в стиле классицизма. В 1830-х у южного бульвара, напротив Соборной улицы, построено здание гауптвахты.
С середины 1850-х — 1860-х в северо-восточном углу располагалась деревянная водоразборная будка, возле которой находилась площадка для подъезда и забора воды в бочки. Первоначально вода до водоразборной будки подавалась по деревянным трубам от родника у истока реки Сутолоки, а позже — от первой и единственной водонапорной башни города.

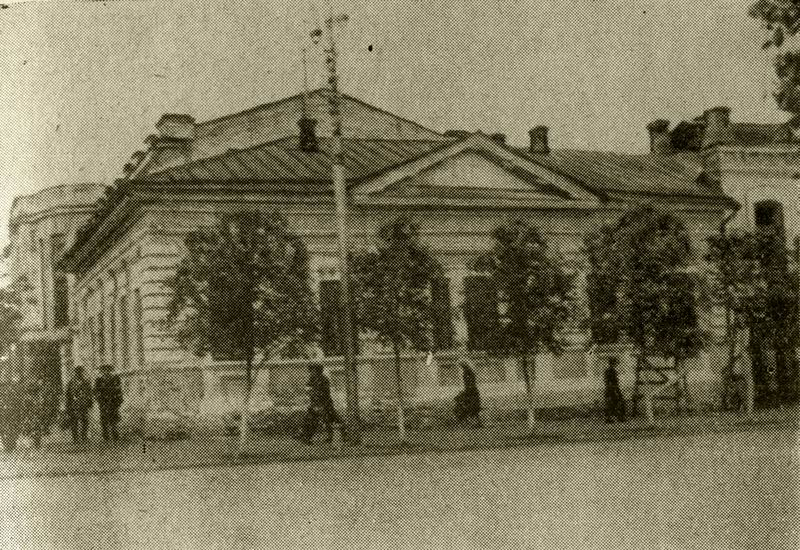
Дом Коншиной

К 1864 сохранился только южный бульвар площади, и во второй половине XIX века здесь заложена Пушкинская аллея — с 1889 Голубиная и Почтовая улицы объединены в Пушкинскую (ныне — Пушкина).
В июле 1886, в честь 300-летия основания города Уфы и в память об Императоре Александре II, заложена Александро-Невская часовня (построена к 1890). Также в здании гауптвахты разместили и открыли, созданный ещё в 1864, Уфимский губернский музей.

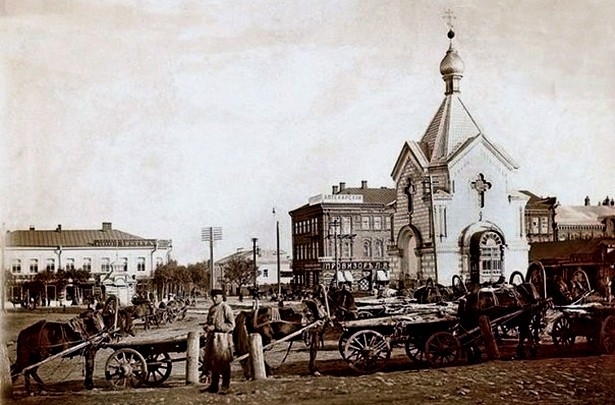
Александро-Невская часовня

В конце XIX века, у северо-западной части площади, построены и открыты гостиницы «Астория» в Доходном доме Зайкова и «Большая Сибирская» в Доходном доме Паршина (ныне — Дом офицеров); у юго-западной — Доходный дом Видинеева и Доходный дом Коншиной, в котором разместилась гостиница «Эрмитаж».

### XX век

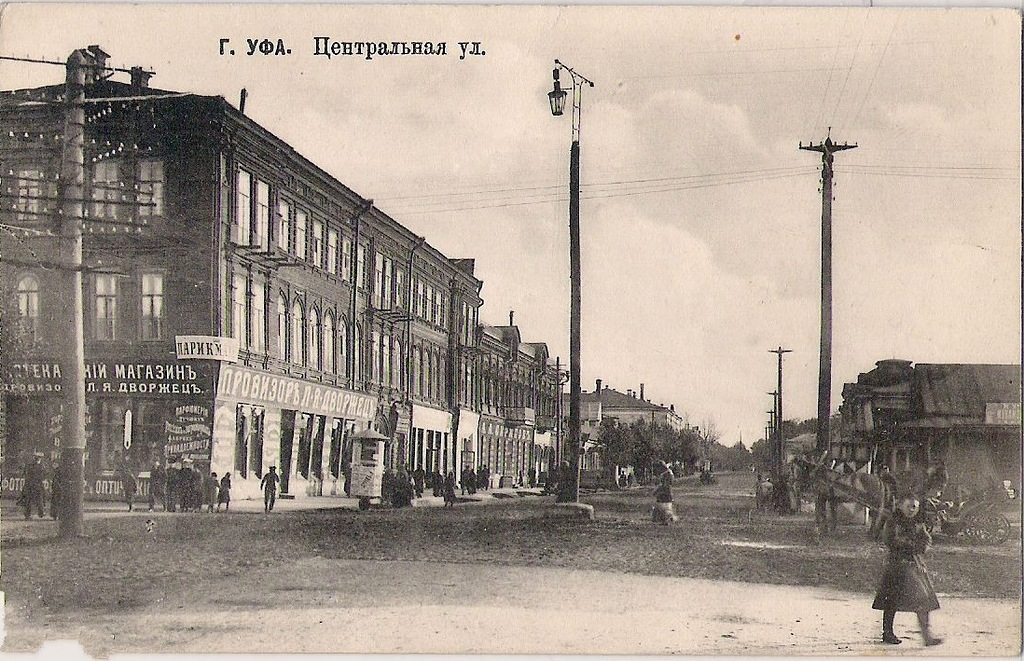
Здание мужской гимназии Верниковской и Ница и Доходный дом Скрипова

В 1900-х, у западной части площади, построен Магазин братьев Каримовых и Шамгулова (ныне — ЦУМ).
В 1909, у начала Пушкинской аллеи, начато строительство Аксаковского народного дома.

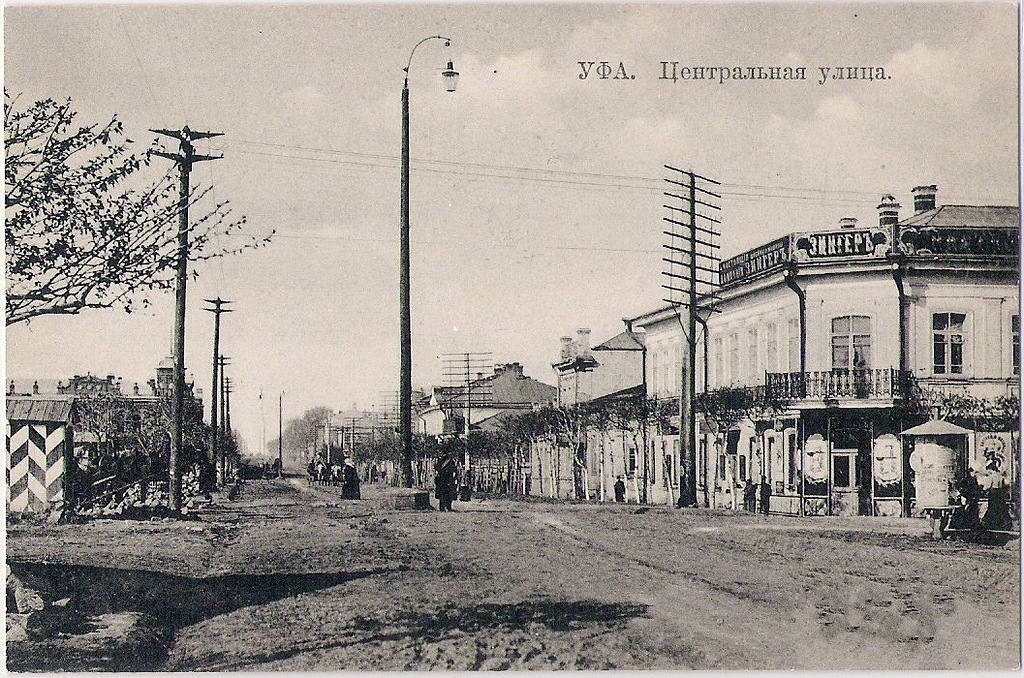
Торговый дом Блохина

В 1924, на месте водоразборной будки, заложен сквер Ленина, одновременно со строительством памятника В. Ленину. В 1926 разобрана Александро-Невская часовня.
В 1930-х у городских властей появилась идея объединить пространство площади по улице Ленина — от Аксаковского народного дома на улице Пушкина до сквера Ленина на Коммунистической улице — в центральную парадную площадь, а торговые дома братьев Крестовниковых, Косицкого и Иванова — Нобеля, и саму деловую функцию площади, со временем прекратить.

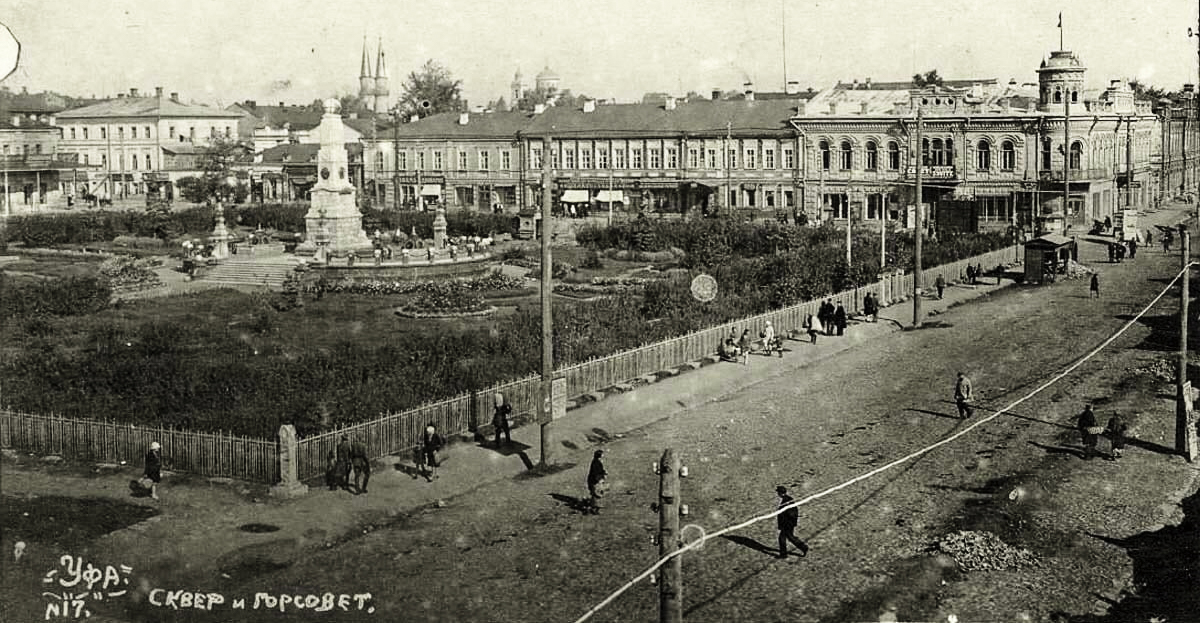
Сквер Ленина и здание Уфимской городской думы

В 1932, по проекту архитектора В. О. Вайднера, в юго-западной части площади построены здания треста «Башжелдорстрой» и железнодорожного техникума в стиле конструктивизма.

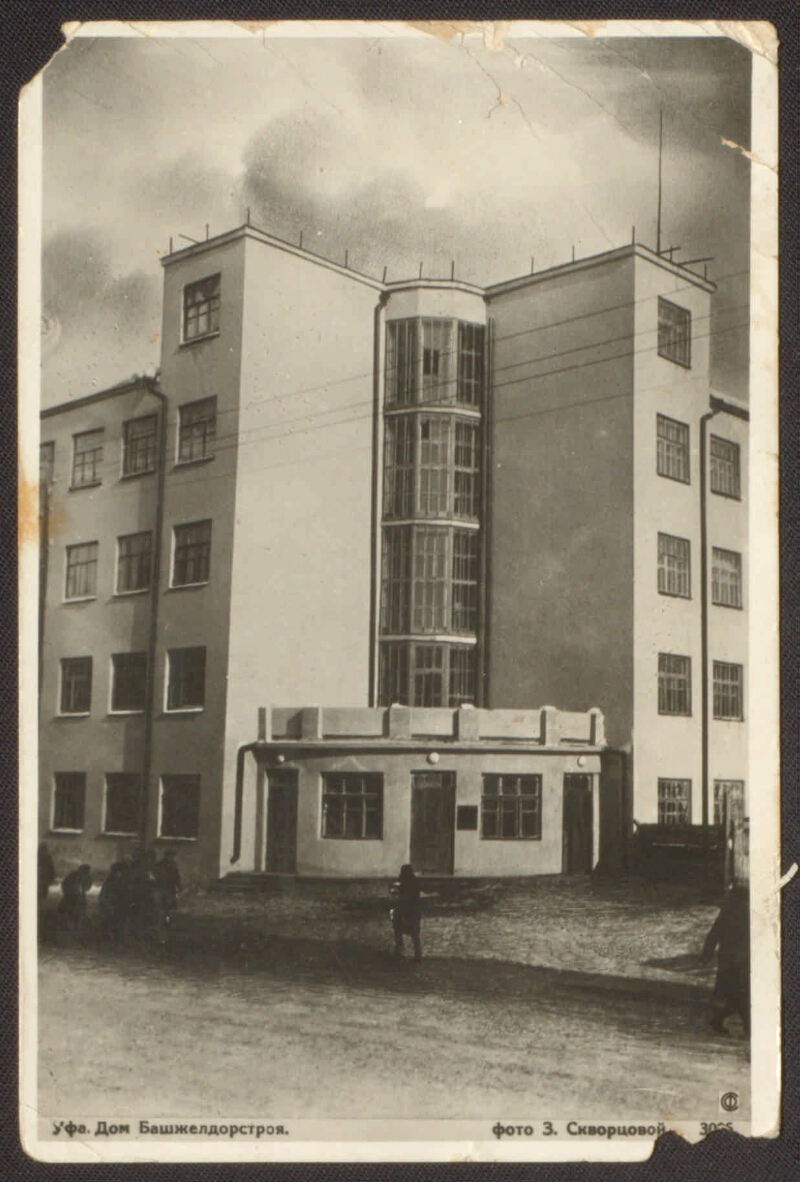
Дом «Башжелдорстрой»

31 мая 1941 открыто трамвайное кольцо «Оперный театр», построенное на месте Александро-Невской часовни. К 1942 существовал Сталинский (после 1961 — Победы; ныне — Театральный) сквер, созданный по примеру сквера Ленина, в котором также установили памятник Сталину.
Во время эвакуации в Уфу на территории площади размещены оборонные предприятия, научные учреждения и учебные заведения.
Архитектором Б. Г. Калимуллиным спроектирован комплекс зданий в стиле сталинского ампира — сталинских высоток — с 15-этажным центральным корпусом с башней со шпилем, на месте Гостиного двора. Проект утверждён в 1954 и предполагал снос всей исторической застройки, но не реализован из-за Постановления № 1871 «Об устранении излишеств в проектировании и строительстве». Единственное здание комплекса — Дом Советов (1950–1951; в соавторстве с С. Г. Калимуллиным), проект которого разрабатывался ещё в 1930-е — построено к 1961–1963, для главного корпуса Уфимского авиационного университета (ныне Уфимский университет науки и технологий).
7 июля 1980 закрыто трамвайное кольцо «Оперный театр».
В 1998–2015, на месте Александро-Невской часовни, находился самый большой городской фонтан. В 1999, после полной реконструкции, открылся Гостиный двор.

## Ансамбль

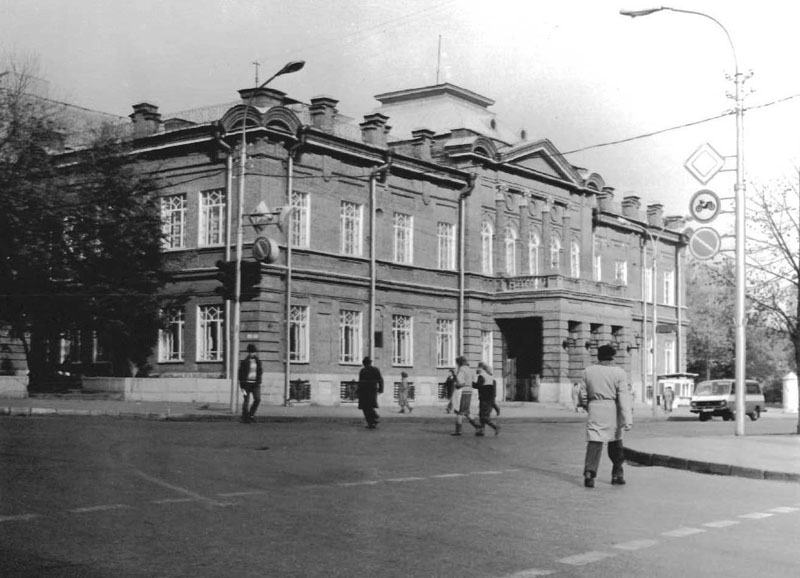
Аксаковский народный дом

Сформировавшись к XIX веку как архитектурный ансамбль в стиле классицизма, площадь стала местом проведения всероссийских ярмарок и различных празднеств. 
Площадь расположена в центре Новой Уфы, к которой выходят главные улицы города (XIX–XX века) — Большая Казанская (ныне — Октябрьской революции), Малая Казанская (Свердлова; первая мощёная улица), Соборная (Театральная) и Бекетовская (Мустая Карима). Благодаря этому, застройка площади в конце XIX — начале XX века стала плотной — многие здания выстроены вплотную друг к другу.

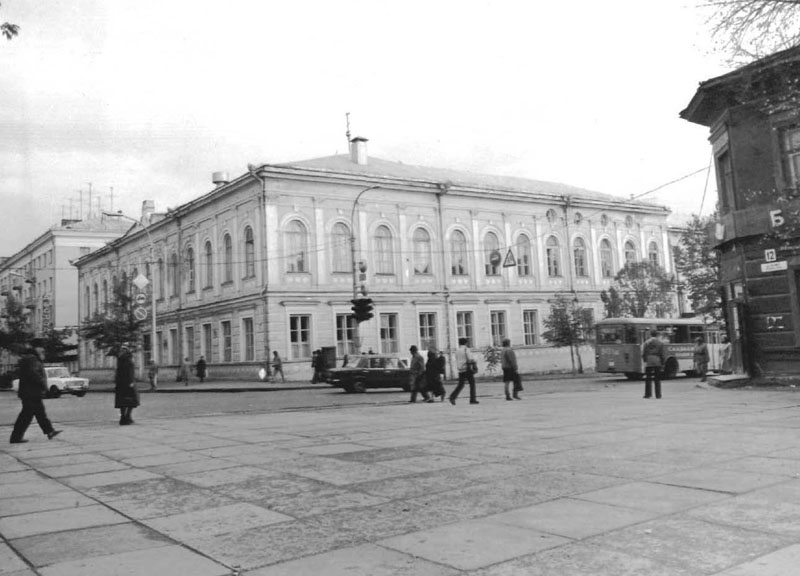
Здание Дворянского собрания

Доминантой площади является расположенный в её центре Гостиный двор. Аксаковский народный дом и здание Дворянского собрания расположены напротив друг друга у юго-восточной части площади.
Доходный дом Видинеева и Доходный дом Коншиной ныне заброшены и разрушаются.
Дом Советов, расположенный западнее Гостиного двора, является частью студенческого городка Уфимского университета науки и технологий, как и здания треста «Башжелдорстрой» и железнодорожного техникума.
Музыкальный фонтан «Семь девушек» и памятник Загиру Исмагилову расположены в Театральном сквере. Памятник Ленину установлен в сквере Ленина. Памятник Шаляпину расположен между зданием Дворянского собрания и гостиницей «Агидель».

## Галерея

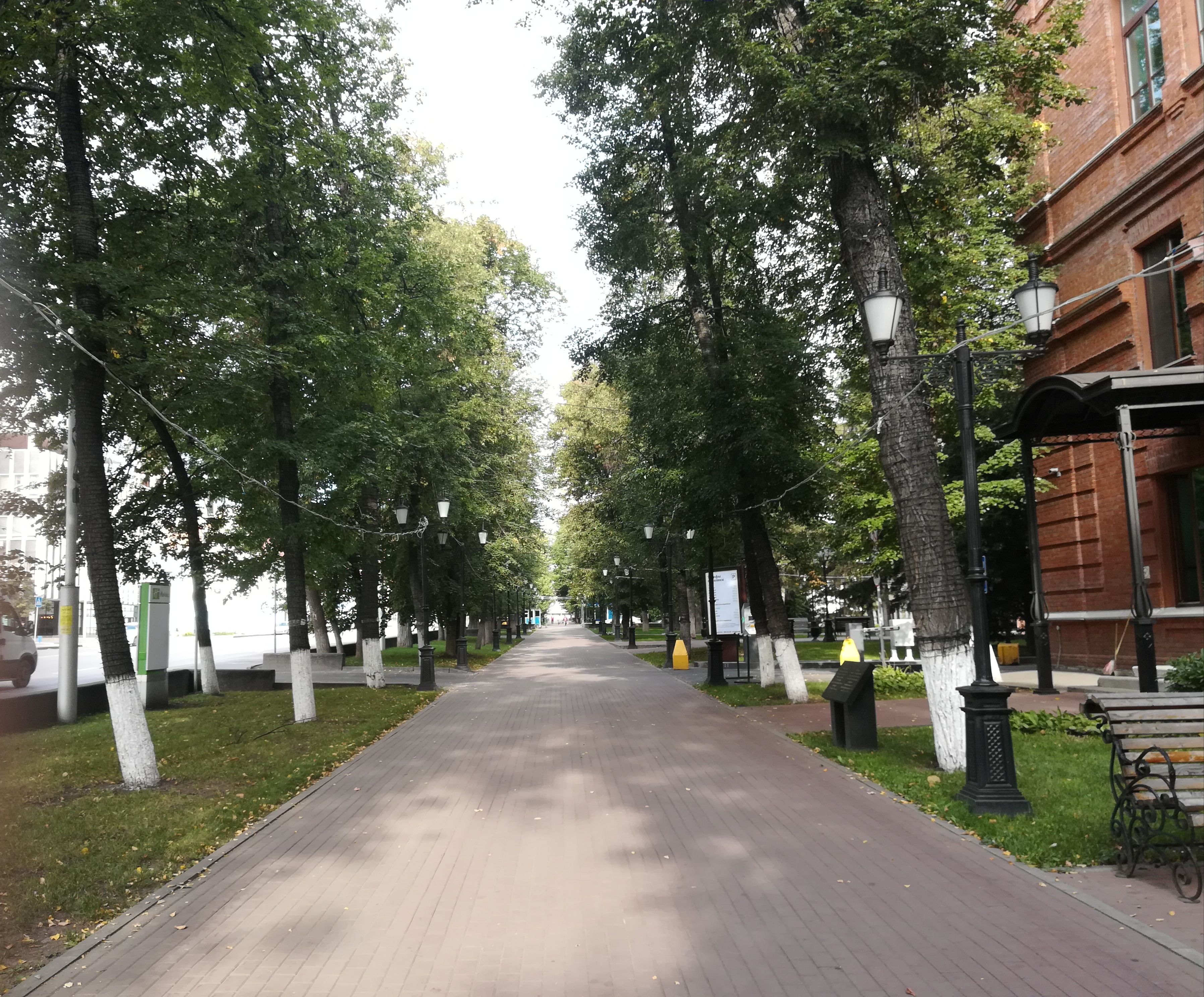
Пушкинская аллея
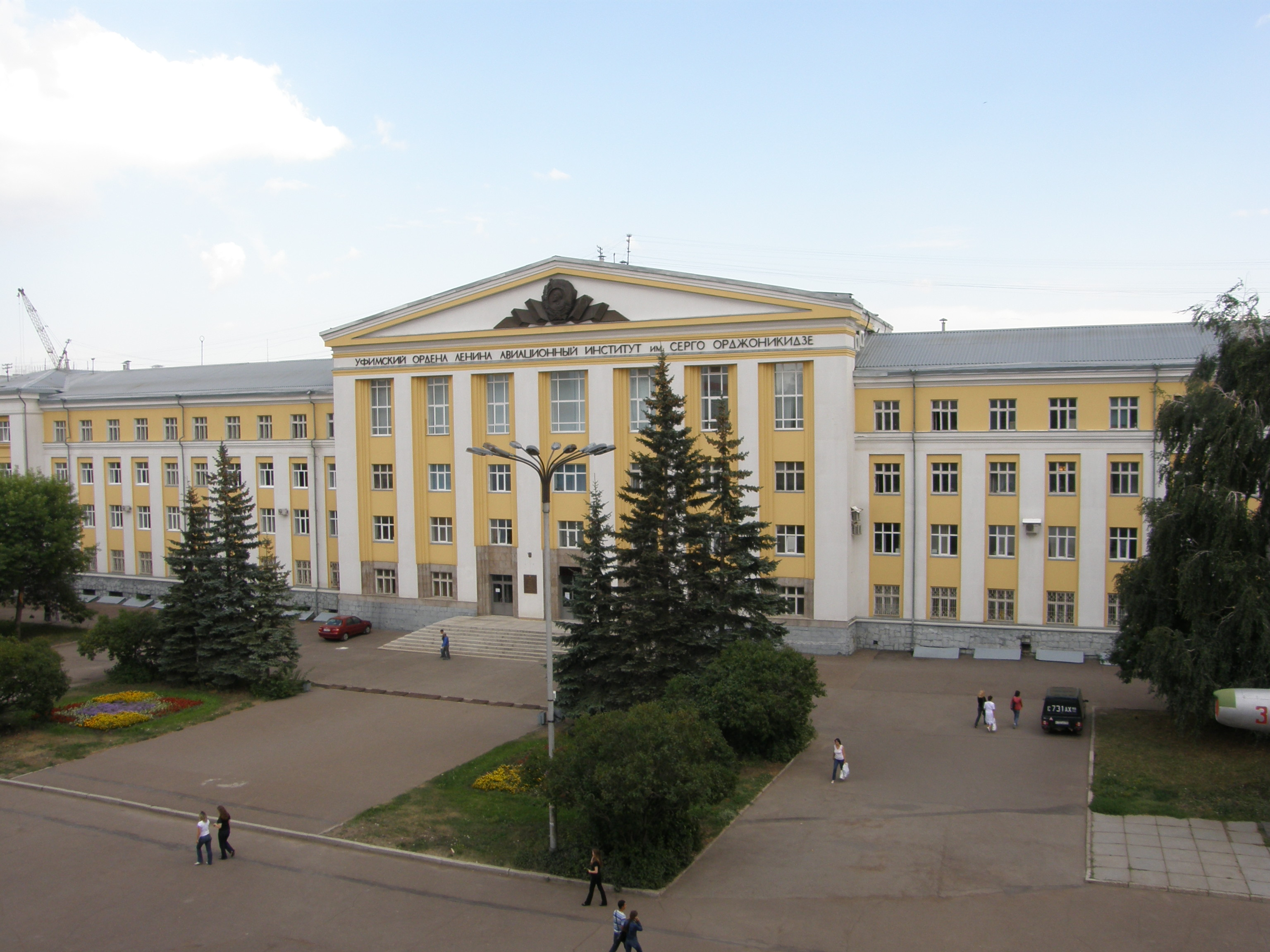
Дом Советов
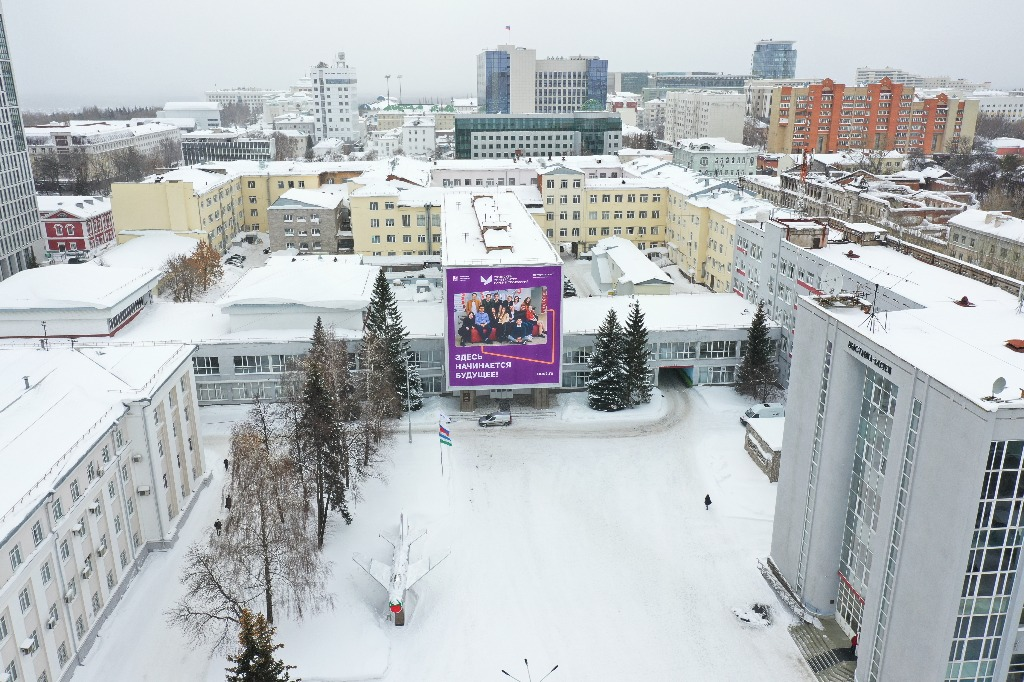
Студенческий городок УГАТУ
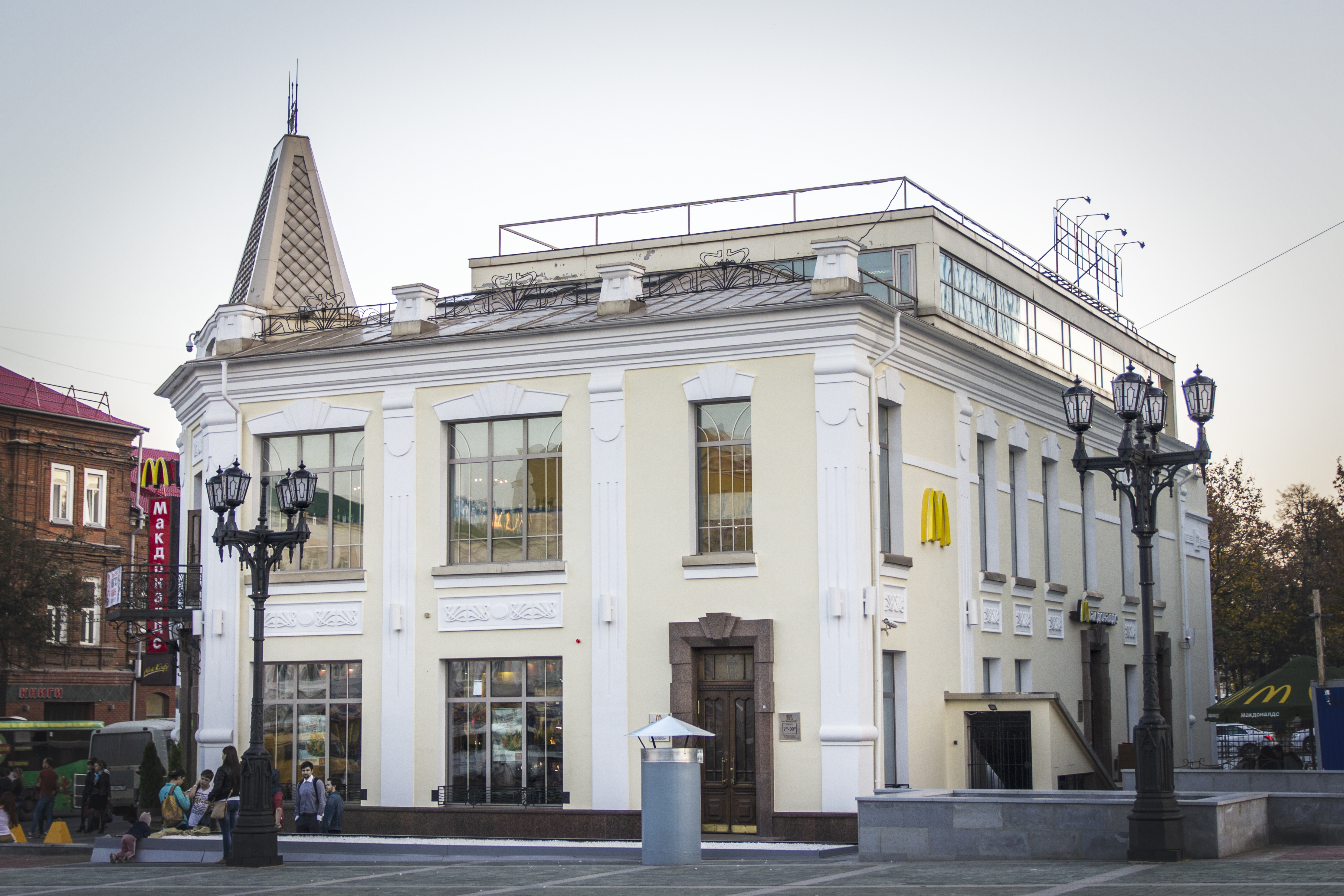
Торговый дом братьев Крестовниковых
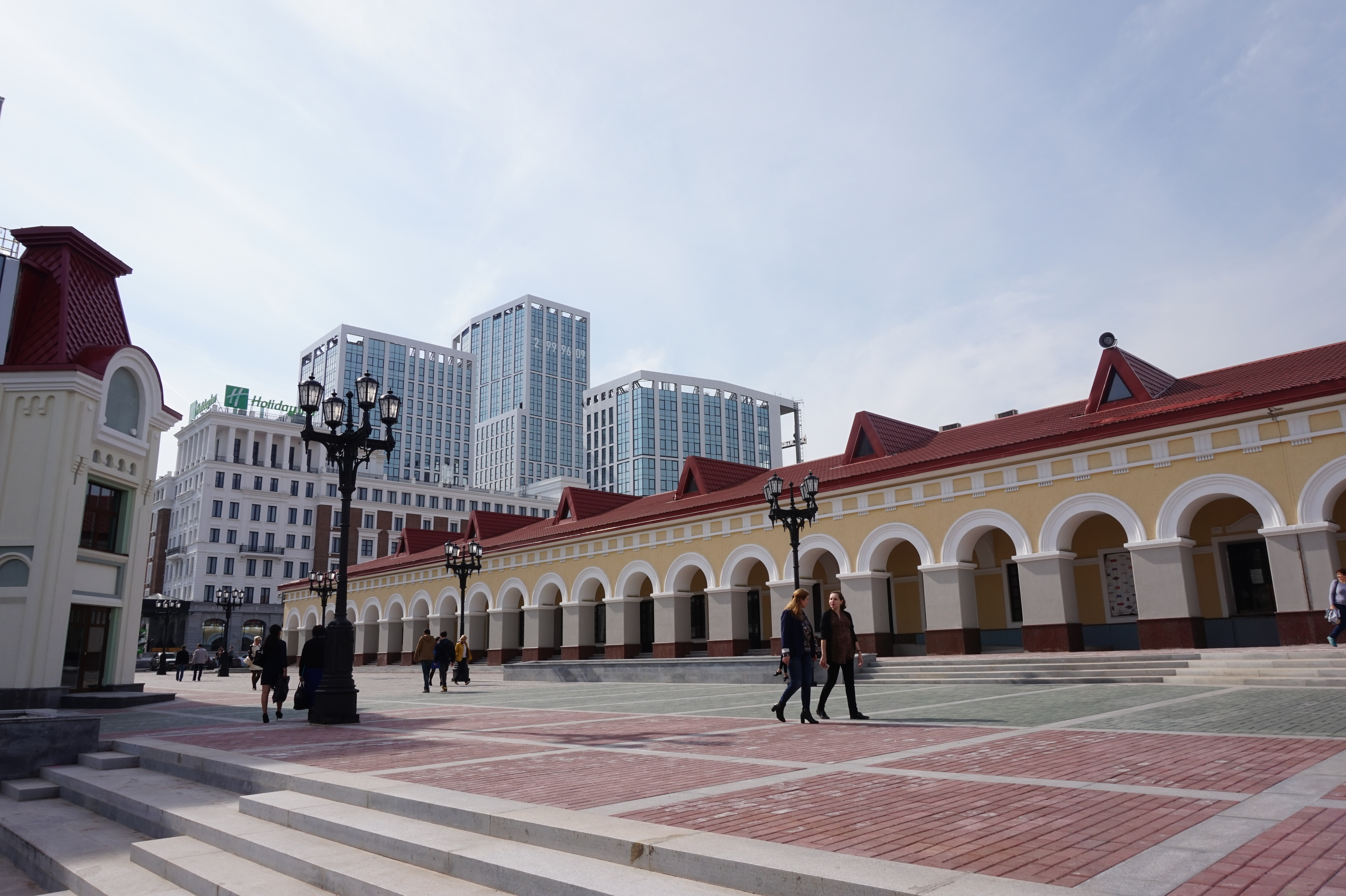
Вид на Гостиный двор и гостиницу Holiday Inn
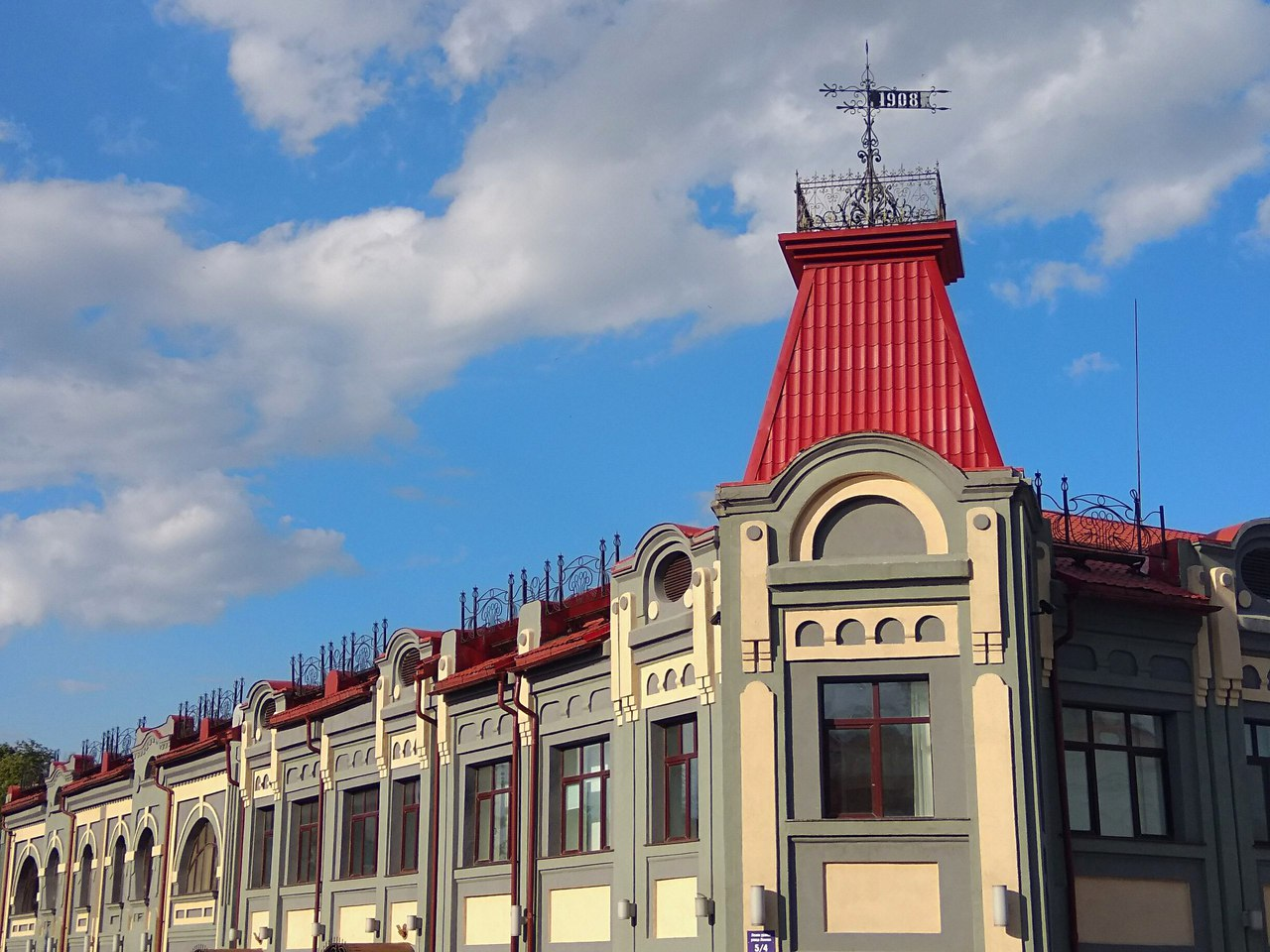
Торговый дом Иванова — Нобеля
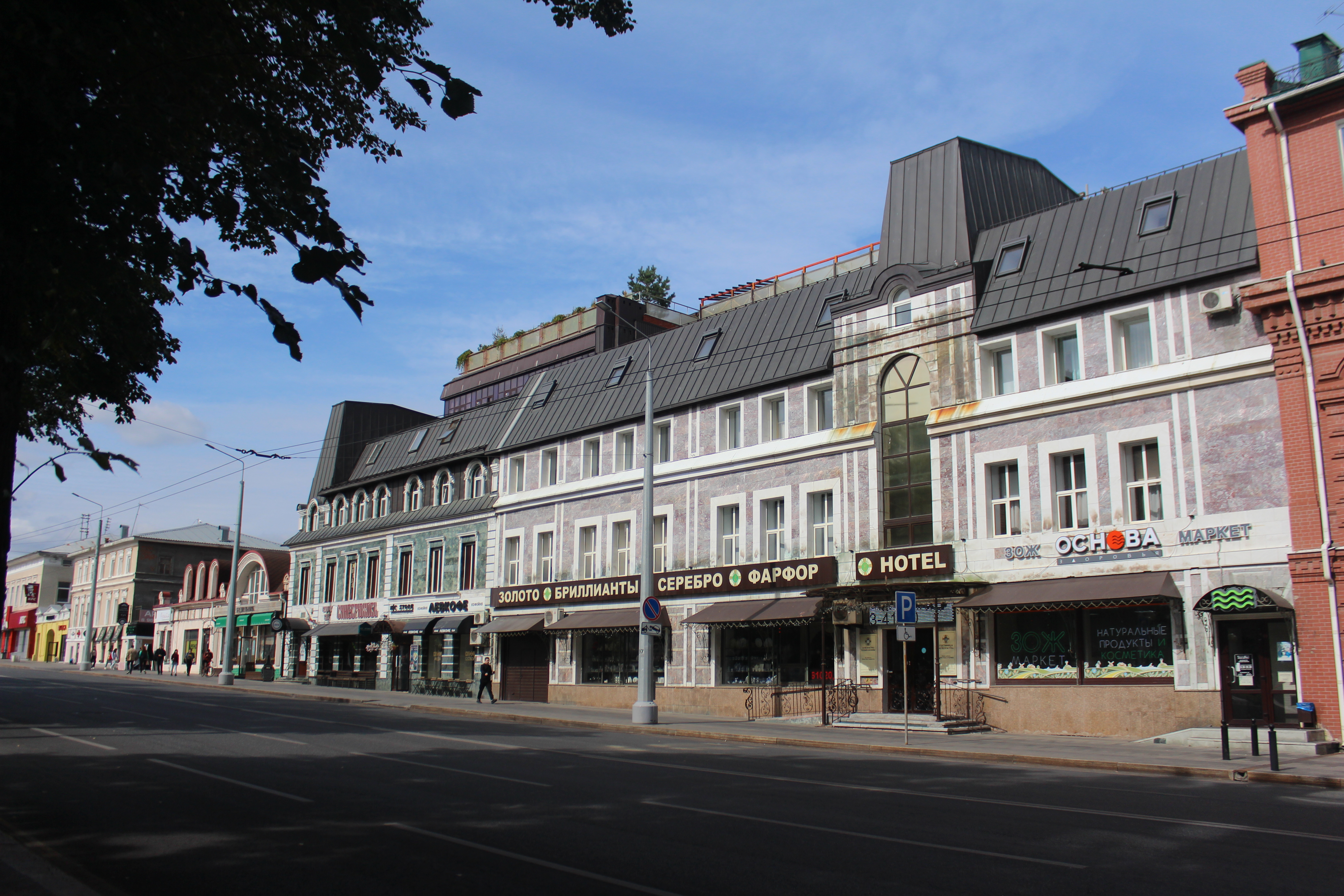
Усадьба Поповой и Доходный дом Поповой
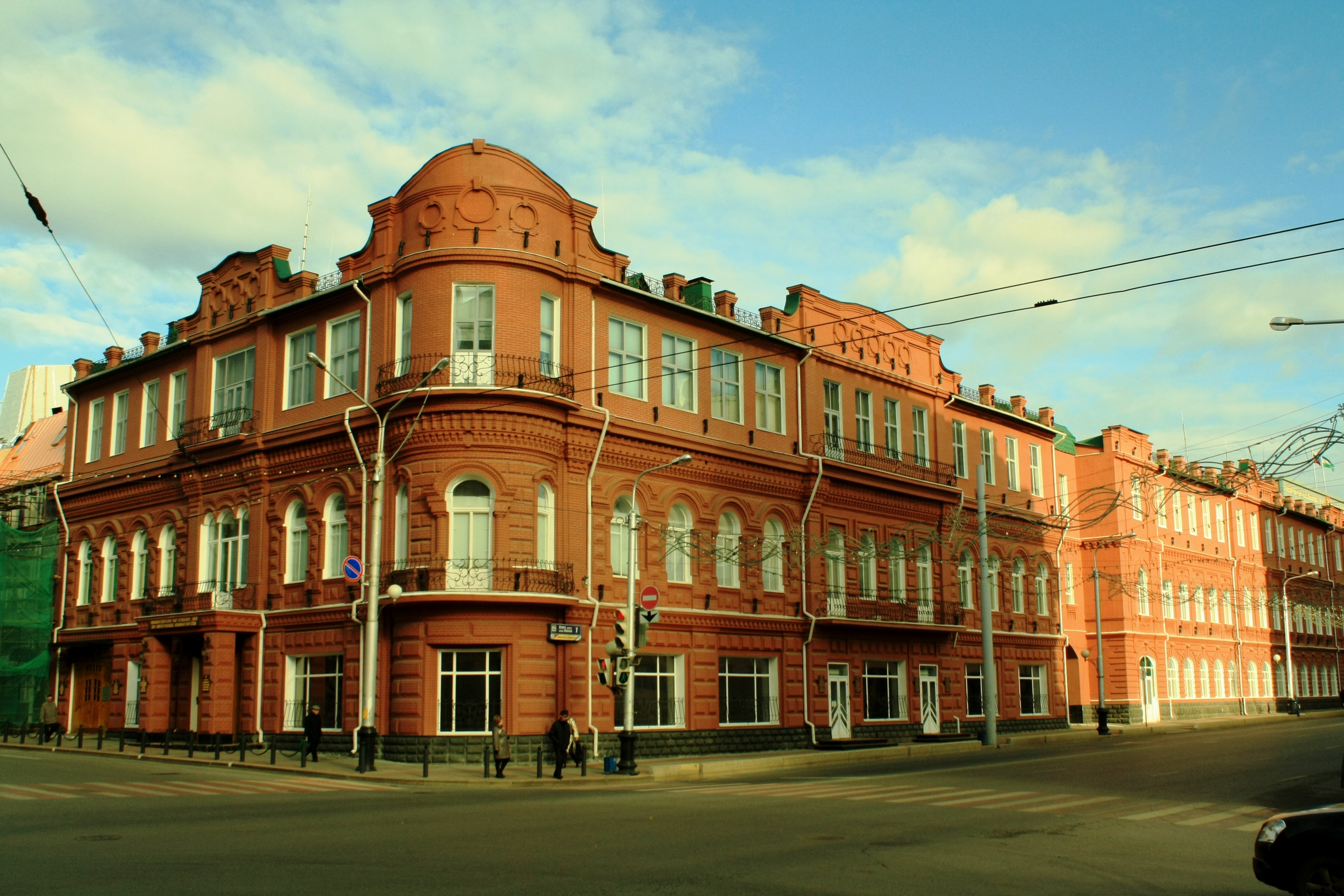
Здание Уфимской городской думы
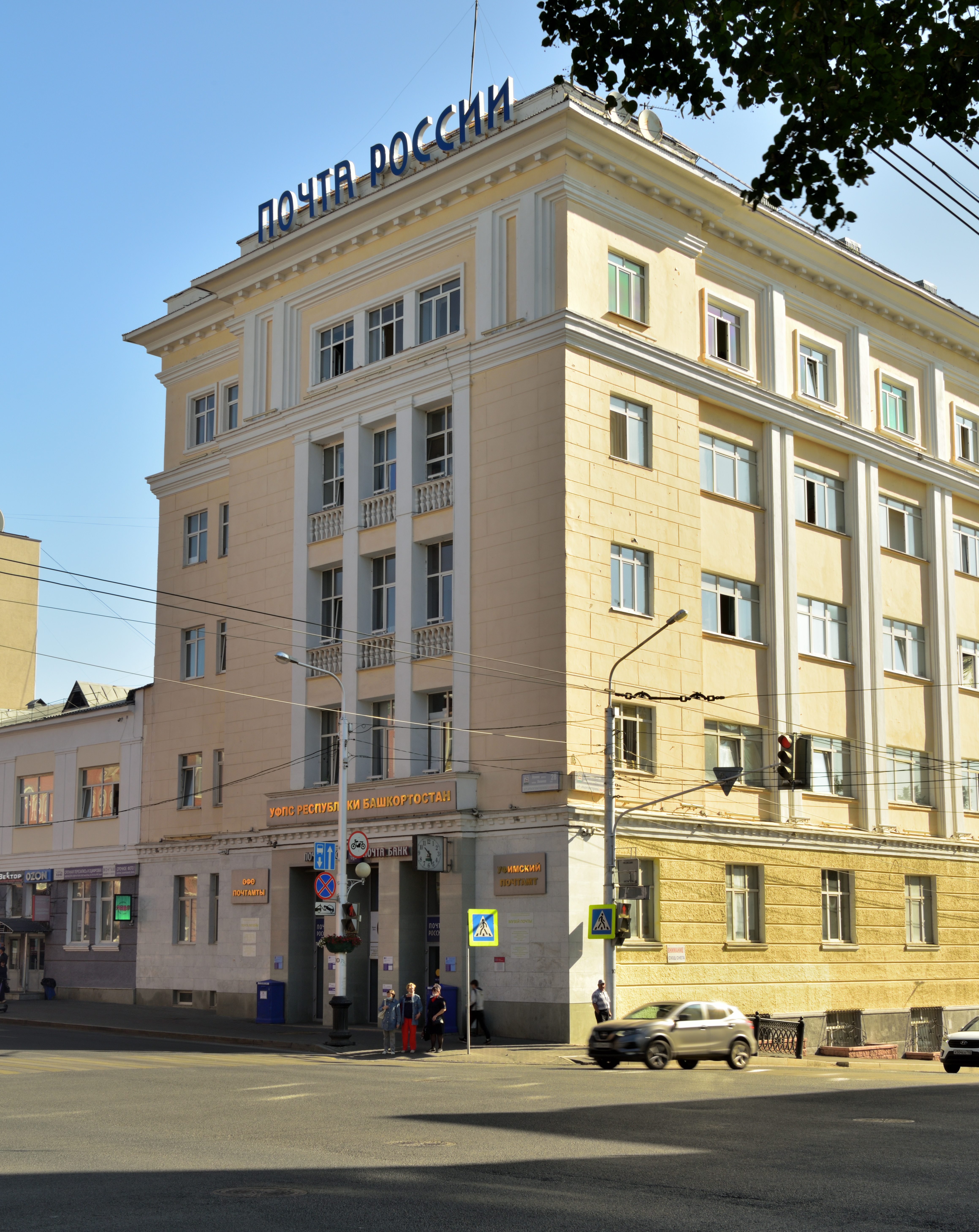
Дом связи
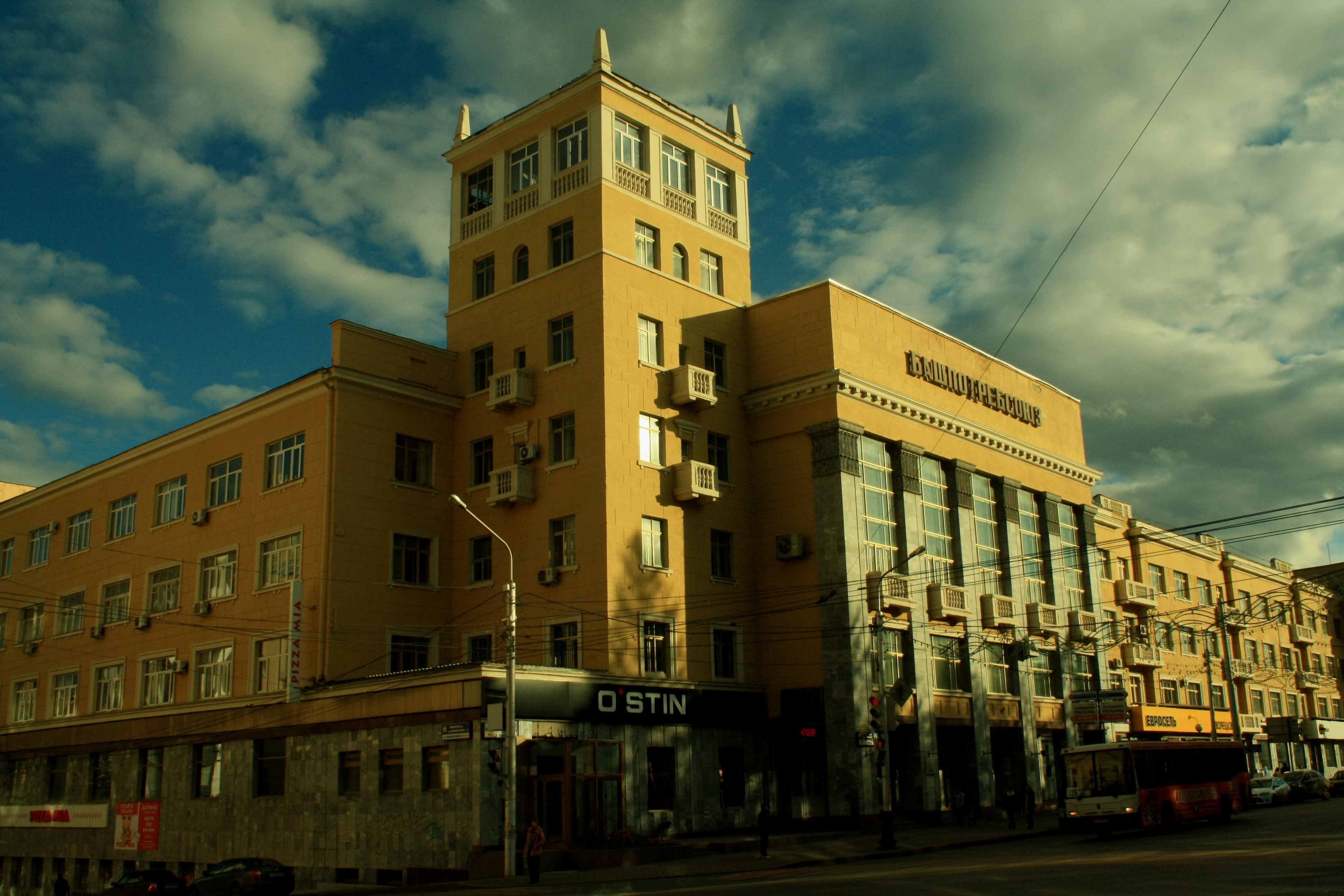
Дом кооперации